# ماريا أورا
ماريا أورا (بالإسبانية: María Aura)‏ هي ممثلة مكسيكية، ولدت في 25 سبتمبر 1982 في مدينة مكسيكو في المكسيك.

## وصلات خارجية
- ماريا أورا على موقع IMDb (الإنجليزية)
- ماريا أورا على موقع قاعدة بيانات الفيلم (الإنجليزية)